# Astyoché (fille de Simoïs)
Pour les articles homonymes, voir Astyoché.
Dans la mythologie grecque, Astyoché (en grec ancien Ἀστυόχη / Astuókhê) est la fille du dieu-fleuve Simoïs. Elle est l'épouse d'Érichthonios et la mère de Tros. Elle fait partie des ancêtres des rois et héros troyens.

## Sources
- Pseudo-Apollodore, Bibliothèque [détail des éditions] [lire en ligne] (III, 12, 2).